# 大阪府道34号堺狭山線
大阪府道34号堺狭山線（おおさかふどう34ごう さかいさやません）は、大阪府堺市から同府大阪狭山市に至る主要地方道に指定された大阪府道である。

## 概要

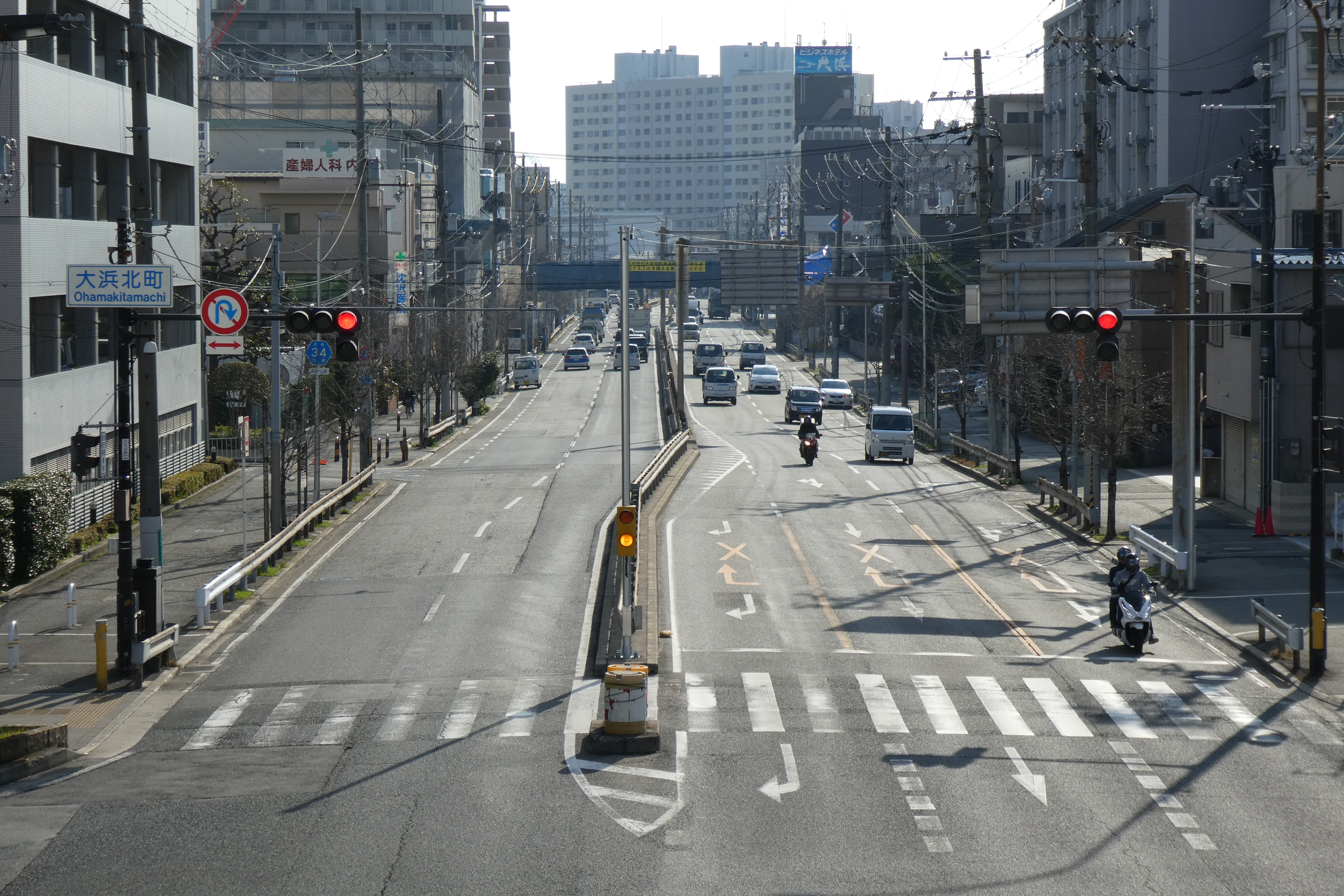
大阪府道34号堺狭山線起点。大浜北町交差点。

石津北交差点 - 泉ヶ丘駅前は「泉北1号線」、泉ヶ丘駅前 - 亀の甲交差点は「泉北中央線」の通称名で呼ばれる事も多い。由来に関する俗説は、泉北ニュータウンの開発に際して呼称され浸透したものとされる。
深井中町 - 晴美台1丁の区間は信号のない区間が続くため、流れがスムーズであり堺市内と泉北ニュータウン・トリヴェール和泉を結ぶバイパス道路として認知されている。そのため交通量も多く、深井高架橋が完成する以前は平日朝の通勤時間帯に深井駅前を先頭に3キロ程度の渋滞が頻発していた。深井高架橋が完成した2006年以降は渋滞は減少したものの、深井交差点より堺市内寄りに位置する北条町交差点・南陵町交差点付近でしばしば渋滞が発生している。

### 路線データ
- 起点：大阪府堺市堺区大浜北町（大浜北町交差点、国道26号交点）
- 終点：大阪府大阪狭山市茱萸木（くみのき）1丁目（亀の甲交差点、国道310号交点）

## 路線状況

### 通称
- 海岸通り（府道204号との重複区間）
- 泉北1号線（石津北交差点 - 泉ヶ丘駅前、およびその延長上の府道38号の区間と併せて）
- 泉北中央線（泉ヶ丘駅前 - 亀の甲交差点）

### 重複区間
- 大阪府道204号堺阪南線（堺市堺区・大浜北町交差点 - 西区・石津北交差点）
- 大阪府道38号富田林泉大津線（堺市南区・泉ヶ丘分岐点 - 堺市南区・晴美台1丁交差点）

### 交通量
平日24時間交通量（台）（上下合計）

- 地点はすべて堺市

| 地点                | 平成17年度 （2005年度） | 平成22年度（2010年度） | 平成22年度（2010年度） | 備考 |
| ------------------- | ----------------------- | ---------------------- | ---------------------- | ---- |
| 地点                | 平成17年度 （2005年度） | 台数                   | 混雑度                 | 備考 |
| 堺区出島海岸通3丁   | 40,331                  | 27,926                 | 0.98                   |      |
| 西区浜寺石津町中1丁 | 44,237                  | 27,457                 | 0.68                   |      |
| 西区浜寺石津町東1丁 | 44,237                  | 29,418                 | 1.13                   |      |
| 北区百舌鳥陵南町1丁 | 44,237                  | 44,583                 | 1.55                   |      |
| 中区深井北町        | 102,062                 | 75,781                 | 1.27                   |      |
| 中区田園            | 102,062                 | 94,197                 | 0.74                   |      |
| 南区竹城台1丁       | 102,062                 | 81,536                 | 0.74                   |      |
| 南区三原台1丁       | 53,783                  | 48,217                 | 1.04                   |      |
| 南区岩室            | 53,783                  | 46,683                 | 1.04                   |      |

## 地理

### 通過する自治体
- 大阪府
  - 堺市（堺区 - 西区 - 北区 - 中区 - 南区） - 大阪狭山市

### 交差する道路
| 交差する道路                                         | 交差する場所 | 交差する場所 | 交差する場所    | 備考                                 |
| ---------------------------------------------------- | ------------ | ------------ | --------------- | ------------------------------------ |
| 国道26号 大阪府道195号堺港線                         | 堺市         | 堺区         | 大浜北町        | ※ここから石津北まで府道204号と重複   |
| 大阪府道29号大阪臨海線 大阪府道204号堺阪南線         | 堺市         | 西区         | 石津北          |                                      |
| 国道26号                                             | 堺市         | 西区         | 浜寺石津町東2丁 |                                      |
| 大阪府道30号大阪和泉泉南線                           | 堺市         | 堺区         | 南陵町          |                                      |
| 大阪府道61号堺かつらぎ線                             | 堺市         | 北区         | 東上野芝町2丁   |                                      |
| 大阪府道28号大阪高石線（旧道）                       | 堺市         | 北区         | 百舌鳥陵南町    | ※府道34号南行と府道28号を接続        |
| 大阪府道28号大阪高石線（旧道）                       | 堺市         | 北区         | 百舌鳥陵南町西  | ※府道34号北行と府道28号を接続        |
| 大阪府道28号大阪高石線                               | 堺市         | 西区         | 北条町1丁       |                                      |
| 大阪府道199号西鳳東線                                | 堺市         | 中区         | 深井中町        |                                      |
| 大阪府道36号泉大津美原線（バイパス）                 | 堺市         | 中区         | 東八田1号       | ※府道34号北行と府道36号東行を接続    |
| 大阪府道36号泉大津美原線（バイパス）                 | 堺市         | 中区         | 東八田2号       | ※府道34号北行と府道36号西行を接続    |
| 大阪府道36号泉大津美原線（バイパス）                 | 堺市         | 中区         | 東八田3号       | ※府道34号南行と府道36号東行を接続    |
| 大阪府道36号泉大津美原線（バイパス）                 | 堺市         | 中区         | 東八田4号       | ※府道34号南行と府道36号西行を接続    |
| 大阪府道36号泉大津美原線（旧道）                     | 堺市         | 中区         | 東山西          | ※府道34号南行と府道36号を接続        |
| 大阪府道36号泉大津美原線（旧道）                     | 堺市         | 中区         | 第2東山西       | ※府道34号北行と府道36号を接続        |
| 大阪府道208号堺泉北環状線                            | 堺市         | 中区         | 田園大橋東詰    | ※府道34号南行と府道208号を接続       |
| 大阪府道208号堺泉北環状線                            | 堺市         | 中区         | 田園大橋西詰    | ※府道34号北行と府道208号を接続       |
| 大阪府道38号富田林泉大津線                           | 堺市         | 南区         | (泉ヶ丘駅前)    | ※ここから晴美台1丁まで府道38号と重複 |
| 大阪府道38号富田林泉大津線 大阪府道208号堺泉北環状線 | 堺市         | 南区         | 晴美台1丁       |                                      |
| 国道310号 大阪府道202号森屋狭山線                    | 大阪狭山市   | 大阪狭山市   | 亀の甲          |                                      |

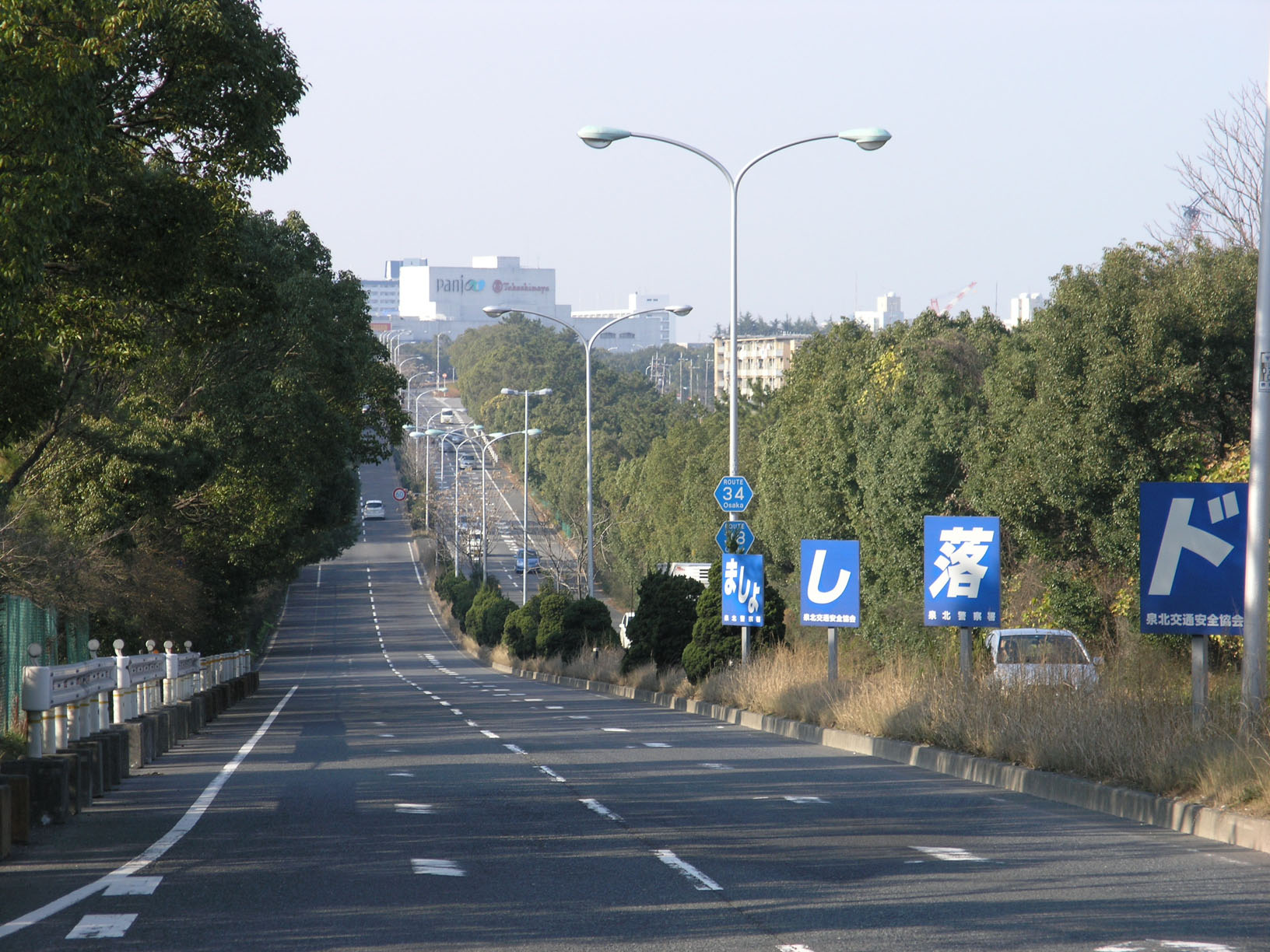
府道堺狭山線と府道富田林泉大津線重複区間
（大阪府堺市南区高倉台付近）

※ 交差する場所の括弧書きは地名等、それ以外は交差点名で表示

### 沿線
- 大浜公園
- 堺市消防局
- 南海本線 湊駅、石津川駅
- 阪堺電気軌道 阪堺線 石津北駅
- 上石津ミサンザイ古墳（履中天皇陵）
- JR阪和線 上野芝駅
- 堺市立深井小学校
- 南海泉北線 深井駅
- 堺市中区役所
- 堺市立深阪小学校
- 堺市立竹城台東小学校
- 東大谷高等学校
- ジョイパーク泉ヶ丘
- 南海泉北線 泉ヶ丘駅
- 国際障害者交流センター（ビッグ・アイ）
- 堺市立ビッグバン
- 髙島屋泉北店（パンジョ）
- 堺市立三原台中学校
- 大阪府立堺東高等学校
- 大阪狭山郵便局